# 绍迪耶尔台
绍迪耶尔台（法語：Les Terrasses de la Chaudière）是位於加拿大魁北克省加蒂諾的加拿大政府部門合署辦公大廈。該建築建於1978年，為時任總理皮耶·杜魯多的規劃的一部分，該規劃旨在讓更多的聯邦工作人員到渥太華河的魁北克省一側辦公。绍迪耶尔台由地產發展商罗伯特·康波建造，出租予政府。由於罗伯特·康波與執政的自由黨關係密切，此安排曾引起爭議。該建築群以渥太華河附近的绍迪耶尔瀑布命名。
如今，绍迪耶尔台的三座塔樓容納了大約6,500名聯邦政府辦公人員。加拿大環境及氣候變化部總部、加拿大官方與原住民關係及北方事務部總部、加拿大文化遺產部總部、加拿大運輸局總部、加拿大廣播電視及通訊委員會總部以及其他政府實體都位於此處。绍迪耶尔台還擁有一個購物中心、一家酒店和一個會議中心。
該建築群的中央塔樓是加拿大首都地區第二高的建築，共有30層，高124米（407英尺）。首都地區第一高的建築為凱萊奇大廈，高143米（469英尺）。